# Расписная стоя

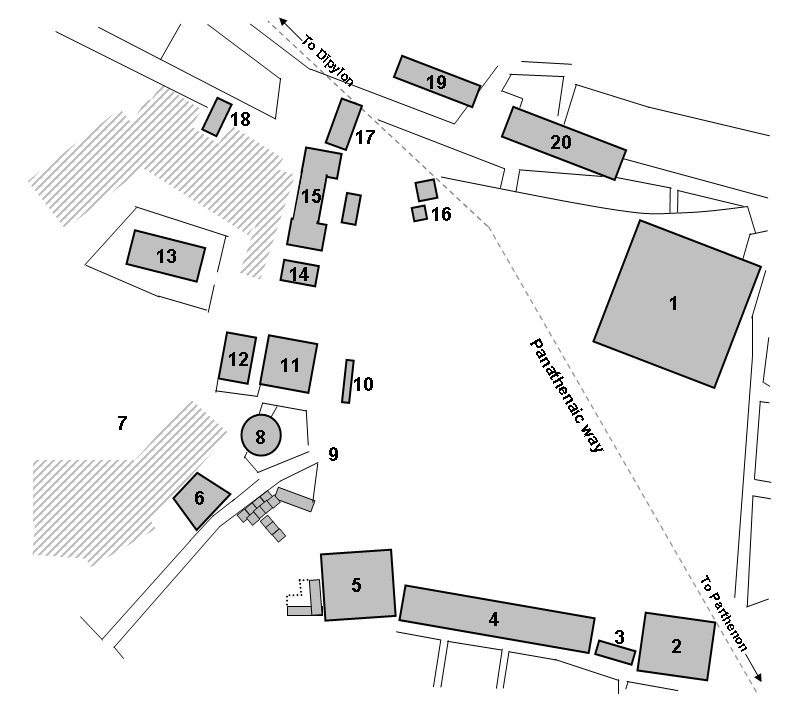
Афинская агора в V веке до н. э.
1 — Перистильный внутренний двор
2 — Монетный двор
3 — Девятиструйный фонтан
4 — Южная стоя
5 — Эакион
6 — Стратегий
7 — Колон Агорский
8 — Толос
9 — Плиты
10 — Монумент эпонимов
11 — Старый булевтерий
12 — Новый булевтерий
13 — Храм Гефеста
14 — Храм Аполлона-отца
15 — Стоя Зевса
16 — Алтарь двенадцати богов
17 — Царская стоя
18 — Храм Афродиты Урании
19 — Стоя Гермеса
20 — Расписная стоя

Расписная стоя (Пёстрый портик, Пэкила или Пойкиле, Пёстрая стоа, греч. Ποικίλη Στοά, стоя Писианакта, Πεισιανάκτειος) — стоа, одна из самых знаменитых построек древних Афин. Расположена на северной стороне афинской агоры. В V веке до н. э. была известна стенной росписью, выполненной на деревянных панелях на стенах. Здесь находились «Взятый Илион» Полигнота, «Амазономахия» Микона, исполненная Миконом и Панэном многофигурная «Марафонская битва», «Битва при Эное» неизвестного автора и трофеи битвы на острове Сфактерия. Построена Писианактом из рода Алкмеонидов, родственником жены Кимона, Исодики в 475—450 годах до н. э.
Фундаменты расписной стои были открыты при раскопках в 1980 году. Она была построена из мрамора и известняка: не менее 40 метров в длину и 12,5 в ширину. Имела двойную открытую колоннаду, внешние колонны дорического ордера, внутренние — ионического.
В расписной стое преподавал Зенон Китийский, и она дала название одной из самых влиятельных философских школ античности — стоицизму.
В конце IV века Синезий Киренский писал в письме, что проконсул приказал снять расписные панели со стен.